# Fabian Thylmann
Fabian Thylmann (nascido em 5 de junho de 1978) é um empresário alemão que foi fundador e sócio-gerente do conglomerado de pornografia na Internet Manwin (atualmente MindGeek ).  Em outubro de 2013, ele vendeu sua participação na empresa, que na época era a maior operadora de pornografia do mundo.  Desde então, ele atua como um investidor anjo para 
jovens Startups em Bruxelas, Bélgica, onde também opera um espaço de cooperação e incubação, SN-Cube. 